# Petru Barsimes
Petru Barsimes (în latină Petrus Barsumes, în greacă Πέτρος Βαρσύμης; fl. ca. 540 – ca. 565) a fost un important funcționar bizantin; s-a ocupat în principal de administrație și finanțele publice, sub domnia împăratului Iustinian I (527–565).